# Grup de la paulkerrita
El grup de la paulkerrita és un grup de minerals de la classe dels fosfats de fórmula general: A₂M1₂M2₂M3 (PO₄)₄X₂(H₂O)₁₀⋅4H₂O, on A pot ser K o H₂O, M els ions Mg, Mn²⁺, Al, Fe³⁺ o Ti, i X pot ser O, OH o F. Aquest grup va ser establert en el mes de juny de 2023, i està format per onze espècies: benyacarita, fluormacraeïta, fluorrewitzerita, hidroxilbenyacarita, hochleitnerita, macraeïta, mantienneïta, paulkerrita, pleysteinita, rewitzerita i sperlingita. La rewitzerita, la paulkerrita, la sperlingita, la macraeïta i la fluormacraeïta cristal·litzen en el sistema monoclínic, mentre que la resta ho fan en el sistema ortoròmbic.
| Espècie             | Fórmula                                                |
| ------------------- | ------------------------------------------------------ |
| Benyacarita         | (H₂O)₂Mn₂Ti₂Fe³⁺(PO₄)₄(OF)(H₂O)₁₀·4H₂O                 |
| Fluormacraeïta      | (H₂O)K]Mn₂(Fe₂Ti)(PO₄)₄(OF)(H₂O)₁₀·4H₂O                |
| Fluorrewitzerita    | [(H₂O)K]Mn₂(Al₂Ti)(PO₄)₄(OF)(H₂O)₁₀·4H₂O               |
| Hidroxilbenyacarita | (H₂O)₂Mn₂(Ti₂Fe)(PO₄)₄[O(OH)](H₂O)₁₀·4H₂O              |
| Hochleitnerita      | [K((H₂O)Mn₂(Ti₂Fe)(PO₄)₄O₂(H₂O)₁₀·4H₂O                 |
| Macraeïta           | K(H₂O)Mn₂(Fe₂Ti)(PO₄)₄[O(OH)](H₂O)₁₀·4H₂O              |
| Mantienneïta        | KMg₂Al₂Ti(PO₄)₄(OH)₃·15H₂O                             |
| Paulkerrita         | K(Mg,Mn2+)₂(Fe3+,Al,Ti,Mg)₂Ti(PO₄)₄(OH)₃·15H₂O         |
| Pleysteinita        | [(H₂O)0.5K0.5]₂Mn₂Al₃(PO₄)₄F₂·14H₂O                    |
| Rewitzerita         | [K(H₂O)]Mn₂Al₃(PO₄)₄(OH)₂·14H₂O                        |
| Sperlingita         | (H₂O)K(Mn²⁺Fe³⁺)(Al₂Ti)(PO₄)₄[O(OH)] [(H₂O)₉(OH)]·4H₂O |

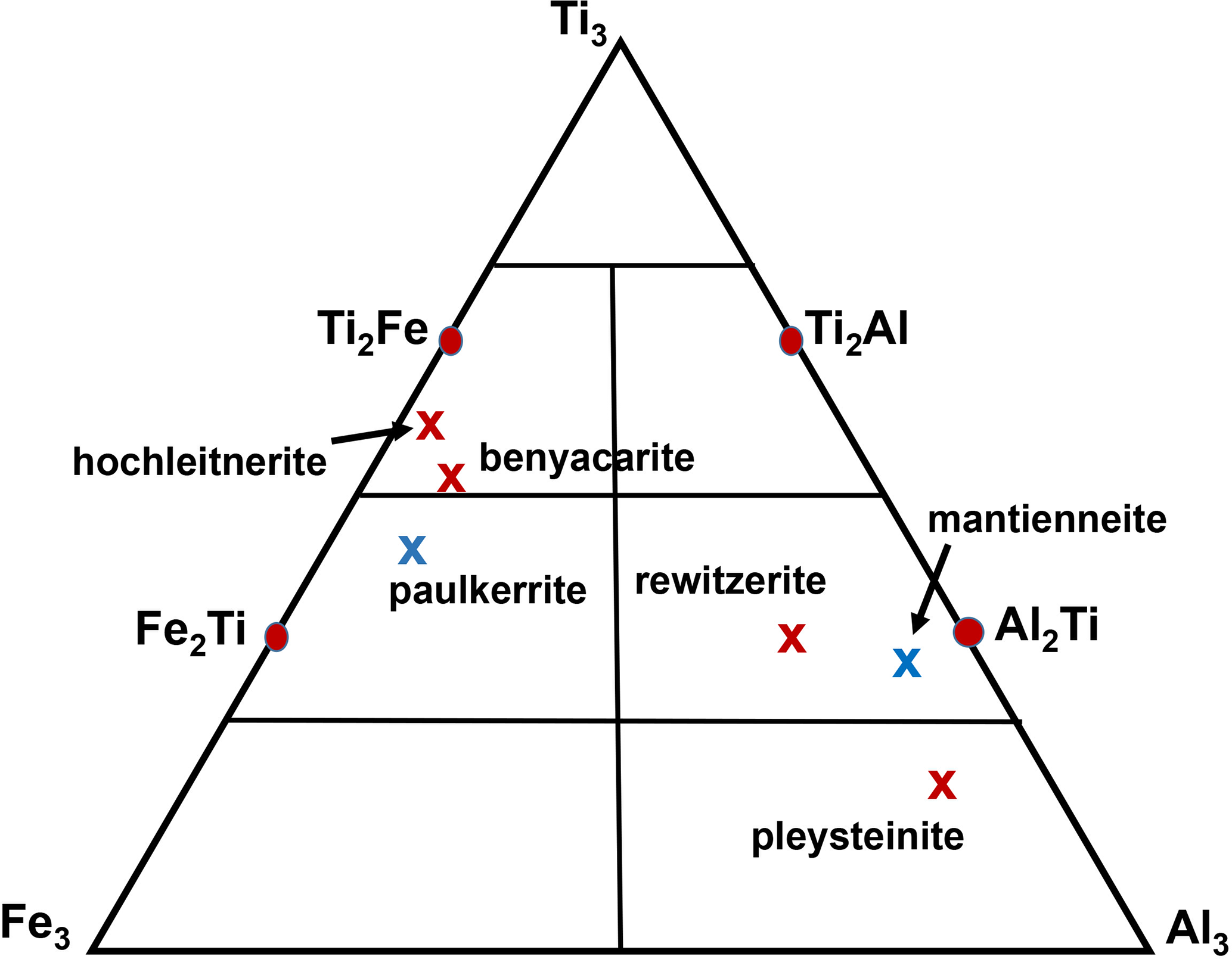
Diagrama de composició ternari que mostra la ubicació de les composicions empíriques per als membres del grup de la paulkerrita

Segons la classificació de Nickel-Strunz els minerals d'aquest grup pertanyen a «08.DH: Fosfats amb cations de mida mitjana i gran, (OH, etc.):RO₄ < 1:1» juntament amb els següents minerals: minyulita, leucofosfita, esfeniscidita, tinsleyita, jahnsita-(CaMnFe), jahnsita-(CaMnMg), jahnsita-(CaMnMn), keckita, rittmannita, whiteïta-(CaFeMg), whiteïta-(CaMnMg), whiteïta-(MnFeMg), jahnsita-(MnMnMn), jahnsita-(CaFeFe), jahnsita-(NaFeMg), jahnsita-(NaMnMg), manganosegelerita, overita, segelerita, wilhelmvierlingita, juonniïta, calcioferrita, kingsmountita, montgomeryita, zodacita, arseniosiderita, kolfanita, mitridatita, pararobertsita, robertsita, sailaufita, xantoxenita, mahnertita, andyrobertsita, calcioandyrobertsita, englishita i bouazzerita.